# Burtinus notatipennis
Burtinus notatipennis är en insektsart som beskrevs av Carl Stål 1859. Burtinus notatipennis ingår i släktet Burtinus och familjen krumhornskinnbaggar. Inga underarter finns listade i Catalogue of Life.